# Velliv Foreningen
Velliv Foreningen er medlemsforening for kunder i pensionsselskabet Velliv, som foreningen ejer 100 %. 
Velliv Foreningens bestyrelse har ansvar for foreningens ledelse og placering af foreningens formue. Foreningens formand er Peter Gæmelke. 
Foreningens øverste myndighed er repræsentantskabet. Det består af ca. 50 personer, som alle er valgt af og blandt medlemmerne. Antallet af repræsentantskabsmedlemmer varierer med den faktiske medlemsfordeling i de fem regioner. Repræsentantskabet fastlægger rammerne for foreningens arbejde, vælger bestyrelsen og godkender overordnede strategier, regnskab og vedtægter mv. Der er valg til repræsentantskabet hver andet år på skift i regionerne øst og vest for Storebælt.
I de år, hvor der er tilstrækkeligt overskud af foreningens investeringer, går 80 % af overskuddet til bonusudbetaling til medlemmerne, og 20 % går til almennyttige aktiviteter, der fremmer god mental sundhed i Danmark.
De almennyttige midler uddeles i relation til en række indsatsområder. Midlerne kan søges af enkeltpersoner, virksomheder og organisationer.

## Historie
Foreningen blev stiftet den 6. august 2015 med en formue på 8 mia. kr. og ca. 330.000 medlemmer, som alle var kunder i Velliv. I 2016 besluttede repræsentantskabet i foreningen at købe 25 % af aktierne i Nordea Liv & Pension og i 2017 yderligere 45 % af aktierne under forudsætning af Finanstilsynets godkendelse i foråret 2018. I 2019 opnåede foreningen 100 % ejerskab.